# 3200 Фаетон
3200 Фаетон (3200 Phaethon) — астероїд із незвичайною орбітою, який наближається до Сонця в перигелії ближче ніж будь-який інший астероїд із назвою. З цієї причини астероїд названий Фаетоном на честь сина бога сонця Геліоса. Відомий тим, що є ймовірним батьківським тілом для метеорного потоку Гемініди, видимого у середині грудня. 

## Відкриття

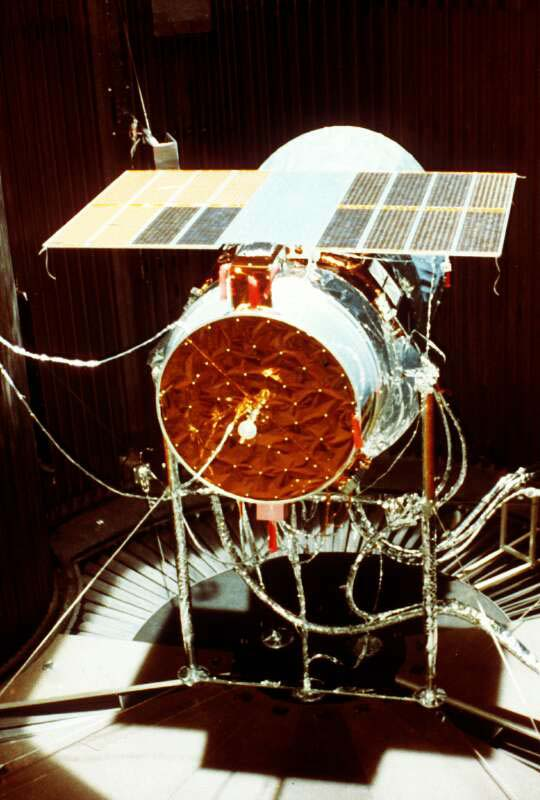
Інфрачервоний астрономічний супутник (IRAS) у космічному симуляторі на JPL

Фаетон був відкритий Саймоном Ф. Гріном та Джоном Девісом на знімках, зроблених за допомогою інфрачервоного астрономічного супутника (IRAS) від 11 жовтня 1983 року, під час пошуку на них рухомих об'єктів. Офіційно про відкриття та оптичне підтвердження  оголошено 14 жовтня 1983 року в Паломарській обсерваторії Чарльзом Ковалем в IAUC 3878 ( номер телеграми, надісланої до Центрального бюро астрономічних телеграм). Таким Фаетон став першим астероїдом, відкритим за допомогою космічного апарата. Об'єкту було призначено тимчасову назву 1983 TB, а у 1985 році Центр малих планет призначив постійні номер і назву 3200 Фаетон (3200 Phaethon).

## Найменування

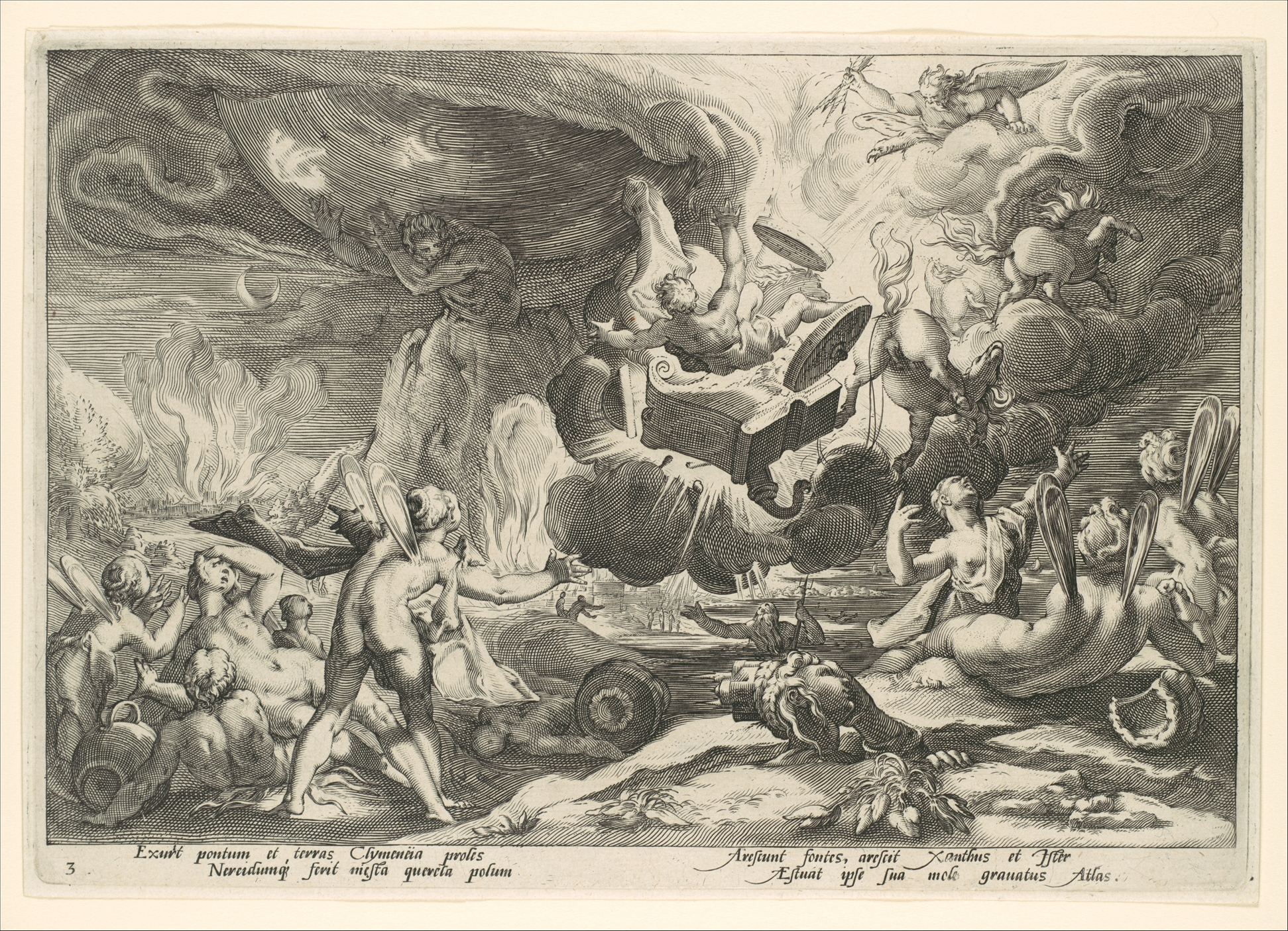
Падіння Фаетона, із серії "Метаморфози" Овідія

Фаетон отримав свою назву на честь грецького міфологічного сина Геліоса (бога Сонця), через те, що він може наближатися до Сонця. У грецькій міфології Фаетон один день керував колісницею свого батька, втратив контроль над конем і ледь не підпалив Землю. 

## Фізичні характеристики
Фаетон — астероїд був би доволі незначним об'єктом Сонячної системи, якби не його орбіта, яка більше нагадує орбіту комети, ніж астероїда. Довгий час вважалося, що Фаетон є ядром виродженої комети, але результати спостережень STEREO 2009 і 2012 років підтвердили наявність кометоподібного хвоста пилу, що складається з газу натрію віднесеного тиском випромінювання від Сонця. Дослідники вважають, що через сильне наближення до Сонця температура поверхні Фаетона підвищується на понад 700 °C), що спричиняє тріскання й розкришення породи в пил під дією високої температури. У 2022 році було показано, як блакитний колір Фаетона та його активність випромінювання, подібну до комети, можна пояснити впливом інтенсивного сонячного нагрівання в перигелії, що спричиняє перехід з твердого стану в газоподібний будь-яких темно-червоних тугоплавких органічних, нанофазних залізних (nFe0) і піроксенових матеріалів на його поверхні. З моменту його відкриття було знайдено кілька інших об’єктів, що демонструють змішані кометні та астероїдні характеристики, наприклад 133P/Elst–Pizarro , що призвело до нового класу об’єктів, які отримали назву « активні астероїди ». 

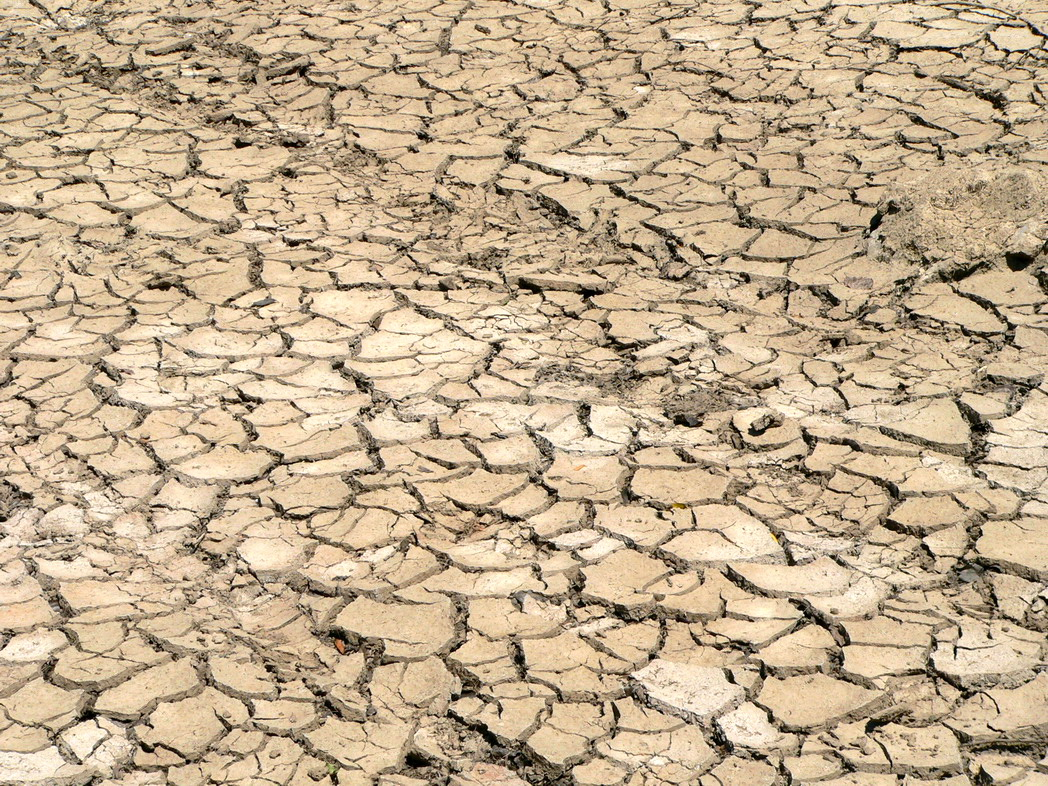
Викид пилу Фаетоном, ймовірно, викликаний механізмом, подібним до того, як бруд у сухому дні озера тріскається від тепла

За допомогою супутника IRAS вдалося встановити діаметр астероїда - 6,25 км ( з похибкою 0,15 км), а також геометричне альбедо 0,1066 (похибка 0,011). Pавдяки роботам багатьох вчених визначили, що період обертання Фаетону становить 3,604 годин. У 2018 році спостереження показали, що Phaethon був синього кольору. Це відбувається вкрай рідко, оскільки більшість астероїдів, як правило, сірі або червоні. Тому Фаетон класифікують як астероїд типу F, оскільки він складається з темного матеріалу, що відповідає уявленням про його кометне походження та типу В, через його синій колір. Ця характеристика зумовлення уявлення про Фаетон як про частину сім'ї Паллади — групи астероїдів, які відкололися від Паллади у результаті зіткнення з нею іншого космічного тіла.  
Водночас із Фаетоном пов'язують походження астероїдів (155140) 2005 UD та (225416) 1999 YC, які мають схожі орбіти та характеристики поверхні.  

## Характеристики орбіти
Фаетон класифікується як астероїд Аполлон , оскільки велика піввісь його орбіти більша за орбітальну вісь Землі на 1,27  а.о. (190 мільйонів км).

Анімація орбіти Фаетону 3200
Сонце
Меркурій
Венера
Земля
Марс
Фаетон 3200

Орбіта Фаетона є вельми витягнутою та більше схожа на кометну, ніж астероїдну. У перигелії астероїд наближається до Сонця на 0,14 а. о., що менше половини перигеліальної відстані Меркурія та являється найменшою відстанню серед усіх астероїдів, що мають назву. Та через високу ексцентричність його орбіта перетинає орбіти Меркурія, Венери, Землі та Марса. Температура поверхні в перигелії може досягати близько 1025 K (750 °C). В порівнянні свинець на "екстремальній планеті" , наприклад Венері, плавиться при температурі  700К (427°C), температура на поверхні Фаетона перетворить метал на воду, а алюміній - на шпаклівку. 

### Потенційно небезпечний астероїд
Через свої розміри (стандартна зоряна величина H ≤ 22) і найменшу відстань перетину орбіти із земною (для Землі НВПО ≤ 0,05 а. о.) Фаетон є потенційно небезпечним астероїдом. Його найменша відстань перетину орбіт дорівнює 0,02 а. о., а стандартна зоряна величина — 14,39. Незважаючи на це, найближчим часом зіткнення астероїда із Землею не очікується, оскільки він спостерігається вже понад 30 років, тож його орбіта доволі точно визначена та майбутні зближення спрогнозовані приблизно на найближчі 400 років.

## Наближення до Землі

### Підхід у 2007 році
Фаетон наблизився до 0,120895  а.о. (18 085 600 км) від Землі 10 грудня 2007  і був виявлений радаром в Аресібо.Через проблеми з обладнанням дані за 2007 рік складаються зі скромної кількості спектрів потужності відлуння та кількох зображень із затримкою Доплера за два дні.  

### Підхід у 2017 році

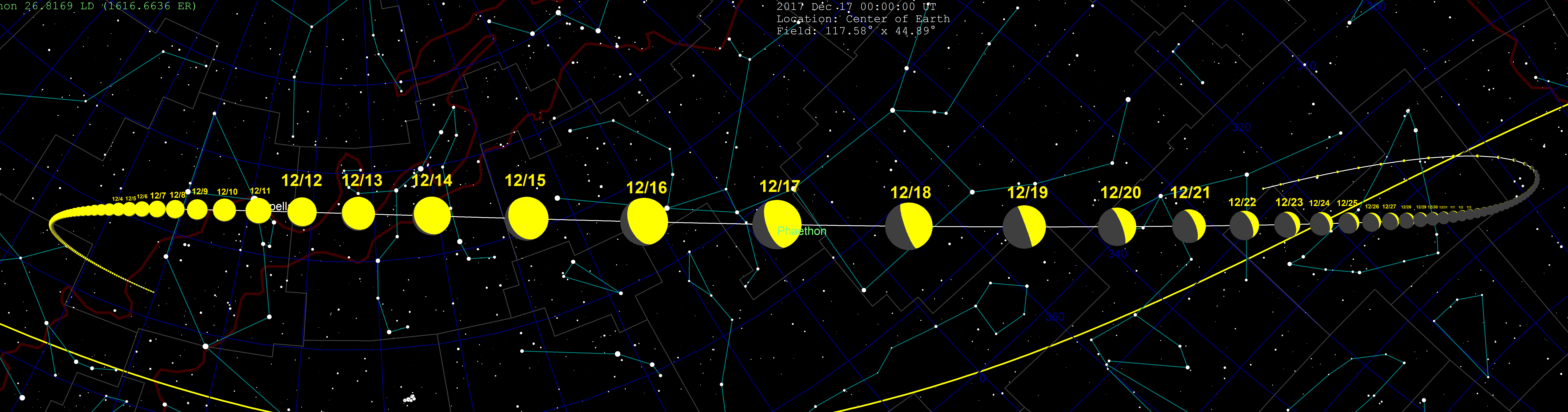
Шлях Фаетону 3200 у небі протягом грудня 2017 року

Уповільнена зйомка астероїда 3200 Фаетон. Відстежено астрономом-любителем Інгварсом Томсонсом у Ризі, Латвія, через телескоп (600/154 рефлектор CCD HEQ5). Зйомка почалася 2017-12-10 18:54:16 UTC, закінчилася 2017-12-10 19:28:18 UTC.

Шлях астероїда до Сонця проходив через Землю. Найближчий підхід до планети відбувся 16 грудня о 17:59 за східним часом (10:59 за Гринвічем). У цей момент Фаетон знаходився на відстані 6 404 655 миль (10 307 293 км) від Землі, що менше відстані від Землі до Місяця в 26,8 разів . Зустріч 16 грудня — це найближче наближення цього астероїда до нашої планети з моменту виявлення об’єкта. Моделі руху каменя в космосі припускають, що це також найближче наближення астероїда до Землі з 1974 року, зустріч, яка також відбулася 16 грудня. Фаетон знову не наблизиться до нас так близько до 14 грудня 2093 року, коли він пролетить повз Землю на відстані лише 1,8 мільйона миль (2,9 мільйона км). Більшості спостерігачів було важко ідентифікувати Фаетон, адже він був лише на 1/630 яскравішими за Капеллу, біля якої пролітав. Відрізняло астероїд від інших об’єктів на небі, його швидкий рух; приблизно півградуса на годину (1 градус дорівнює видимій ширині повного місяця). 

### Підхід у 2093 році
Фаетон знову наблизиться до Землі так близько 14 грудня 2093 року, коли він пролетить повз Землю на відстані лише 1,8 мільйона миль (2,9 мільйона км). 
Фаетон є можливим кандидатом для виявлення ефектів загального релятивізму та/або сонячного сплющення в його орбітальному русі через часті близькі підходи до Сонця.  

## Кометний хвіст
У 2009 році Обсерваторія сонячно-земних зв’язків НАСА (STEREO) помітила короткий хвіст, що тягнеться від Фаетона, коли астероїд досяг перигелію на своїй 524-денній орбіті. Звичайні телескопи раніше не бачили хвіст, тому що він утворюється лише тоді, коли Фаетон знаходиться надто близько до Сонця, щоб спостерігати, за винятком сонячних обсерваторій. STEREO також бачив розвиток хвоста Фаетона під час наступних зближень із Сонцем у 2012 та 2016 роках. Зовнішній вигляд хвоста підтверджував ідею, що пил виривається з поверхні астероїда під час нагрівання Сонцем.
Однак у 2018 році інша сонячна місія зняла частину сліду уламків Гемінід і виявила, що спостереження сонячного зонда NASA Parker Solar Probe показали, що слід містить набагато більше матеріалу, ніж Фаетон міг би викинути під час свого близького наближення до Сонця.

Команда аспіранта Каліфорнійського технологічного інституту Цічена Чжана задавалася питанням, чи не стоїть щось інше, крім пилу, за кометною поведінкою Фаетона. 
"Комети часто яскраво світяться завдяки випромінюванню натрію, коли знаходяться дуже близько до Сонця, тому ми підозрювали, що натрій також може відігравати ключову роль у освітленні Фаетона.", - Цічен Чжан.
Попереднє дослідження , засноване на моделях і лабораторних тестах, припустило, що інтенсивне тепло Сонця під час близького наближення Фаетона до Сонця справді може випаровувати натрій в астероїді та стимулювати кометну активність.
Сподіваючись дізнатися, з чого насправді складається хвіст, Чжан знову шукав його під час останнього перигелію Фаетона в 2022 році. Він використав космічний корабель Сонячно-геліосферної обсерваторії (SOHO) — спільну місію NASA та Європейського космічного агентства (ESA), — який має кольорові фільтри, які можуть виявляти натрій і пил. Команда Чжана також шукала архівні зображення зі STEREO і SOHO, знайшовши хвіст під час 18 близьких зближень Phaethon до Сонця між 1997 і 2022 роками.
Спостереження SOHO показали, що хвіст астероїда Фаетон складається з натрію, а не з пилу, оскільки він був видимий у натрієвому фільтрі, але не у фільтрі, що виявляє пил. Ця теорія підтверджується формою хвоста, яка змінювалася, коли Фаетон проходив повз Сонце.

Гемініди над Національною обсерваторією Kітт-Пік

Аналіз спектру випромінювання в середньому інфрачервоному діапазоні від космічного телескопа Spitzer показав, що Фаетон пов’язаний з рідкісними вуглецевими хондритами типу Ямато (CY) .  Подальший аналіз цього спектру підтвердив присутність багатих магнієм олівіну, карбонатів і сульфідів заліза . Ці мінерали розкладаються при температурах, яких Фаетон досягає в перигелії, що призводить до виділення газів у процесі, який називається термічним розкладанням . Вважається, що цей процес призводить до викиду пилу і може пояснити утворення метеорного потоку Гемінід.
Проте досі залишається питання, як астероїд постачає матеріал для метеорного дощу Гемініди, який ми спостерігаємо щороку в грудні, якщо Фаетон не викидає багато пилу.
Команда Чжана висунула гіпотезу, що якась руйнівна подія кілька тисяч років тому – можливо, шматок астероїда, який розпався під впливом обертання Фаетона – змусив Фаетон викинути мільярд тонн матеріалу, який, за оцінками, становить потік уламків Гемінід. Проте офіційного підтвердження такого припущення станом на 2025 рік немає.

## Дослідження

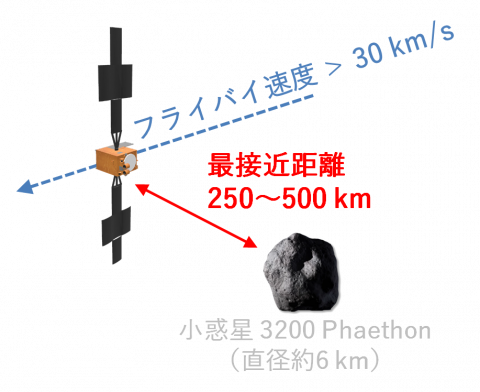
Ілюстрація космічного зонда DESTINY +, що пролітає над астероїдом 3200 Фаетон

Орбіта Фаетона станом на 2025 рік залишається предметом суперечок, тож японські вчені збираються запустити зонд для вивчення Фаетона, і він може підтвердити запропоновану теорію, а також дати повнішу інформацію про склад астероїда. Місія Японського агентства аерокосмічних досліджень (JAXA) під назвою DESTINY+ (скорочення від Demonstration and Experiment of Space Technology for Interplanetary voyage Phaethon fLyby and dust Science). Очікується, що космічний корабель DESTINY+ пролетить повз Фаетон у 2028 році, зніме його скелясту поверхню та вивчить будь-який пил, який може існувати навколо цього загадкового астероїда.